# Trolleflod (naturreservat)
Trolleflod är ett naturreservat belägen nordost om gården Trolleflod i Motala kommun i Östergötlands län.
Området är naturskyddat sedan 2002 och är 110 hektar stort. Reservatet omfattar myrar, kärr och sumpskogar. Skogen består  av blandskog med äldre barrträd.